# Pueblo islandés
El pueblo islandés (en islandés: Íslendingar) es el grupo étnico de Islandia, descendiente principalmente de los grupos nórdicos de Escandinavia y los celtas de las islas británicas. Su idioma es el islandés, una lengua germánica septentrional, y la religión mayoritaria es la luterana.
Los islandeses, especialmente aquellos que viven en la isla principal, han tenido una historia tumultuosa. El desarrollo del país fue lento a causa de la falta de interés de los países que lo controlaron la mayor parte de la historia; Noruega, Dinamarca-Noruega y en última instancia Dinamarca. A través de este tiempo, Islandia tuvo relativamente poco contacto con el mundo exterior. La isla se volvió independiente en unión con Dinamarca en 1918. Desde 1944, Islandia ha sido una república y la sociedad islandesa ha sido sometida a un rápido proceso de modernización en la era postindependencia.
A causa de la localización aislada de Islandia, la inmigración y el influjo genético en su población indígena fueron limitados por cientos de años; de este modo la población ha sido considerada altamente homogénea en términos genéticos. La similitud genética y la poca genealogía correctamente documentada de los islandeses se usa hoy en día para estudios genéticos.

## Historia

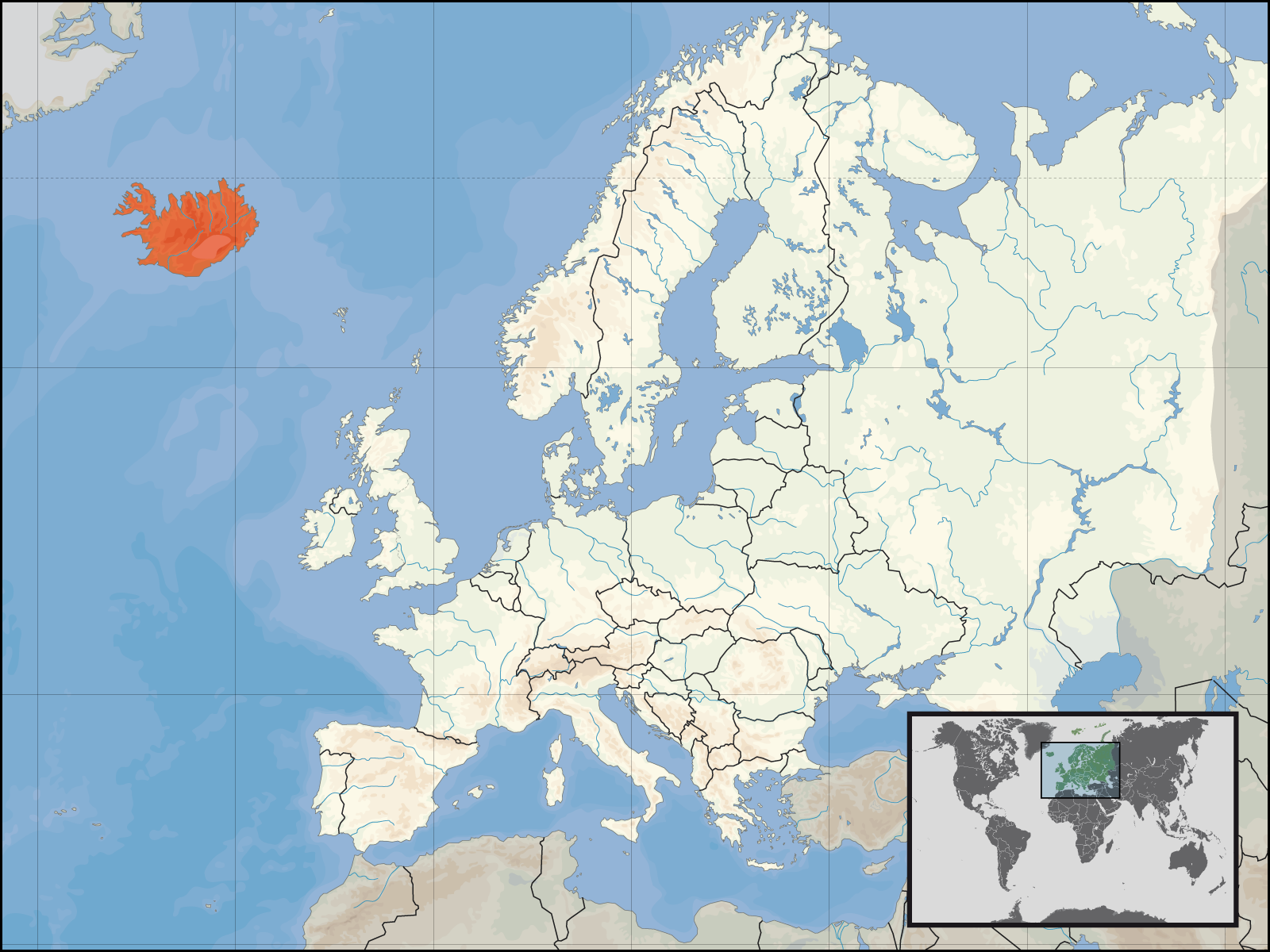
Mapa que muestra la ubicación de Islandia en el norte de Europa.

Islandia es una masa de tierra geológicamente joven, habiéndose formado aproximadamente hace 20 millones de años a causa de erupciones volcánicas en la dorsal mesoatlántica. Siendo una de las últimas islas de gran tamaño en el mundo permaneciendo deshabitadas, la fecha más aceptada del primer asentamiento humano en la isla data de 874, aunque hay cierta evidencia que sugiere que había actividad humana en la isla antes de la llegada de los colonos nórdicos. 

### Inmigración inicial y asentamiento
El primer vikingo en divisar Islandia fue Gardar Svavarsson, quien cambió el curso mientras navegaba de Noruega a las Islas Feroe a causa de las duras condiciones climáticas. Sus reportes propiciaron los primeros intentos de establecerse en la isla. El jefe noruego Ingólfur Arnarson es usualmente considerado el primer colono que se estableció permanentemente en la isla. Él se asentó junto con su familia alrededor del año 874, en un lugar que llamó Reikiavik (la actual capital del país).
Siguiendo a Ingólfur también en 874, otro grupo de noruegos navegaron hacia el Atlántico norte con sus familias, ganado, esclavos y posesiones en un afán por escapar de la dominación del primer rey noruego, Harald I. Viajaron alrededor de 1000 km. en sus drakkars vikingos hacia la isla de Islandia. Estas personas eran de origen mayoritariamente noruego, y en menor medida de Irlanda y Escocia, siendo los irlandeses y escoceses sirvientes y esclavos de los jefes noruegos, de acuerdo a las sagas islandesas.
La Era Islandesa del Asentamiento (en islandés: Landnámsöld) se cree que duró desde 874 a 930, punto en el cual se fundó la Alþingi, la asamblea de la Mancomunidad Islandesa, fue fundada en Þingvellir.

### Problemas y conflictos

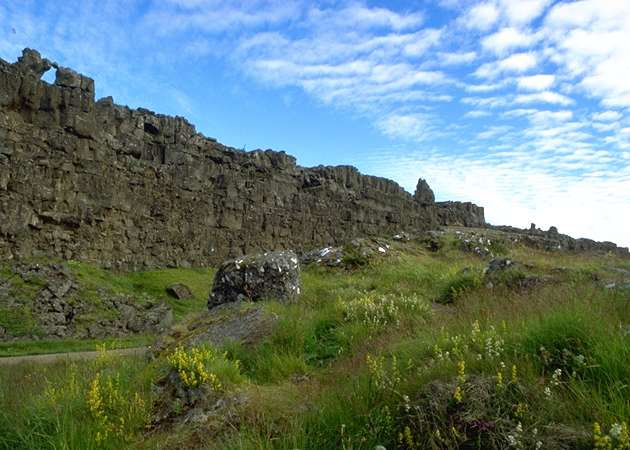
Roca de la ley en Þingvellir, la cual era usada para hacer discursos.

En 930, en la planicie de Þingvellir cerca de Reikiavik, los jefes grupales y sus familias se reunieron y establecieron la Alþingi, la primera asamblea nacional islandesa. De cualquier forma, la Alþingi careció de la fuerza para hacer cumplir las leyes que creó. Hacia el año 1000 se dio cristianización de la isla.
En 1262, las luchas entre los líderes rivales dejaron a Islandia tan dividida que se le pidió al rey Haakon IV de Noruega que surgiera para detener los enfrentamientos, como parte del Viejo Convenio. Esta etapa es conocida como la Era de los Sturlungs.
Islandia estuvo bajo dominio noruego hasta 1380, cuando se extinguió la Casa Real de Noruega. En ese momento tanto Islandia como Noruega pasaron a formar parte de la Corona Danesa. Con la introducción de una monarquía absoluta en Dinamarca, los islandeses renunciaron a su autonomía para la corona, incluyendo su derecho para iniciar y consentir legislaciones. Esto significó una pérdida de independencia para Islandia, lo que la llevó a cerca de 300 años de decadencia. Los razones son atribuidas en gran medida al hecho de que Dinamarca y su corona no consideraron a Islandia como una colonia que necesitara ser apoyada y asistida. En particular, la falta de ayuda en la defensa llevó a constantes atracos de piratas en las costas islandesas. 
A diferencia de Noruega, Dinamarca no necesitaba de la pesca y la sencilla lana producidas en Islandia. Esto creó un déficit dramático en el comercio islandés, y como resultado dejaron de construirse nuevas embarcaciones. El pequeño enclave en Groenlandia, establecido por Islandia en 982, se extinguió en su totalidad a causa de la falta de recursos que normalmente eran provistos por Islandia. En 1602 se le prohibió a Islandia realizar actividades comerciales con otras naciones por órdenes del gobierno de Dinamarca, y en el siglo XVIII las condiciones climáticas alcanzaron las temporadas más frías desde el asentamiento en la isla.

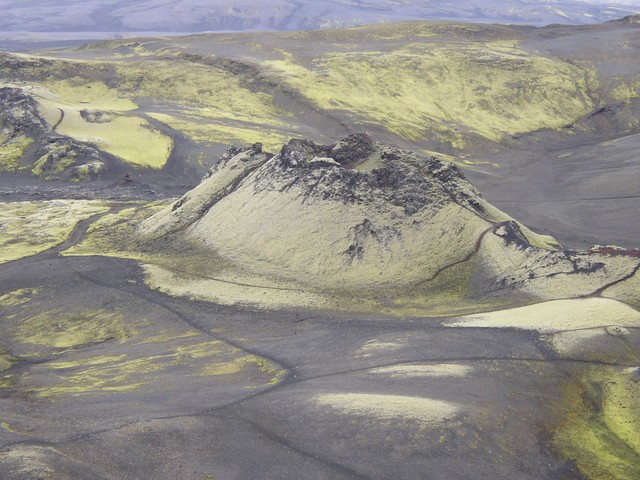
Volcán Laki, que hizo erupción entre 1783-84, trayendo consecuencias catastróficas para Islandia.

Entre 1783 y 1784 el Volcán Laki, una fisura volcánica situada en el sur de la isla, hizo erupción. La erupción produjo alrededor de 15 km³ de lava basáltica, y el volumen total de tefra emitida fue de 0.91 km³. Las consecuencias fueron catastróficas para Islandia, ya que murió el 25-33 % de la población a causa de la hambruna de 1783 y 1784. Alrededor del 80 % de las ovejas, el 50 % del ganado y 50 % de los caballos de la isla murieron a causa de la fluorosis producida por las más de 8 millones de toneladas de flúor que fueron lanzadas en la erupción. Este desastre es conocido como la Penuria de la Neblina (en islandés: Móðuharðindin).
En 1798-99 la Alþingi fue descontinuada por varias décadas, siendo restaurada finalmente en 1844. La asamblea se mudó a Reikiavik, la capital, después de haber residido en Þingvellir durante más de nueve siglos.

### Independencia y prosperidad
El movimiento de independencia en el siglo XIX trajo una enorme mejoría en la situación de los islandeses. Este fue liderado por Jón Sigurðsson, un estadista, historiador y autoridad en la escena de la literatura islandesa. Inspirado en las corrientes románticas y nacionalistas de la Europa continental de ese entonces, Sigurðsson protestó fuertemente a través de diario políticos y publicaciones propias por el regreso de una conciencia nacional y por que se realizaran cambios políticos y sociales que ayudaran al rápido desarrollo de Islandia.
En 1854, el gobierno danés retiró la prohibición comercial que había impuesto a Islandia en 1602, y gradualmente la nación comenzó a re-unirse social y económicamente con Europa occidental. Con este retorno de contacto con otros pueblos surgió en Islandia un renacimiento de las artes, especialmente la literatura. Veinte años después, en 1874, se le concedió una constitución propia a Islandia. Los islandeses reconocen hoy en día los esfuerzos de Sigurðsson como principales responsables de su resurgimiento económica y social.
Islandia obtuvo una independencia casi total en 1918 después de la Primera Guerra Mundial y mantuvo solamente lazos formales con la Corona Danesa. Este movimiento hacia la independencia fue completado el 17 de junio de 1944, luego de un referendo nacional; Islandia rompió todas sus ataduras con Dinamarca, después de casi seis siglos de dominio danés y se proclamó a sí misma independiente. Esa fecha se celebra el Día Nacional.

## Demografía y sociedad

### Genética
A causa de su historia de relativo aislamiento, los islandeses han sido considerados como un pueblo genéticamente homogéneo en comparación con otros pueblos europeos. Por esta razón, a través de los extensos registros genéticos de gran parte de la población islandesa que datan de la era del asentamiento del país, los islandeses han sido el foco de importantes estudios genómicos realizados tanto por compañías de biotecnología como por investigadores médicos y académicos. De cualquier modo, los estudios de ADN mitocondrial, grupos sanguíneos e isoenzimas han revelado una población altamente variable desde el punto de vista genético, comparada o incluso excendiendo la diversidad de otras naciones de Europa.
Los resultados de estudios de ADN mitocondrial han sido consistentes con los registros genealógicos que ubican la descendencia de la mayoría de los islandeses de los pueblos de Escandinavia y de las islas británicas, aunque pudiera haber existido una contribución moderada de otros pueblos europeos. El efecto fundador y los efectos de la deriva genética son más pronunciados en el conjunto de genes islandés que en el de otros pueblos cercanos, apoyando el supuesto aislamiento genético de la población.

### Emigración

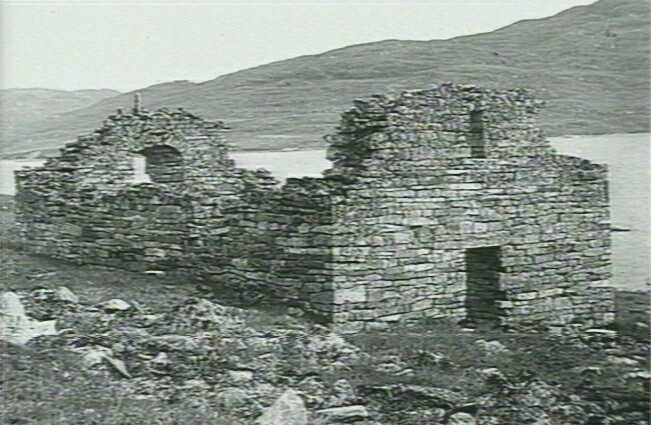
Los últimos registros escritos de los groenlandeses nórdicos son un matrimonio en la iglesia de Hvalsey de 1408; hoy en día las ruinas nórdicas mejor preservadas.

#### Groenlandia
Groenlandia fue habitado inicialmente por unos 500 islandeses liderados por Erik el Rojo, a finales del siglo X. La población total alcanzó en su punto máximo un total cercano a los 3000 habitantes y desarrollo instituciones independientes antes de desaparecer alrededor del 1500. Mientras que la comunidad en Groenlandia acabó extinguiéndose, un legado pontificio fue mandado hacia allá en 1492, el mismo año en que Colón descubrió América.

#### Norteamérica
De acuerdo a la Saga de Erik el Rojo, la migración islandesa hacia Norteamérica data de 1006 cuando la islandesa Snorri fue fundada en Vinland. La colonia tuvo una existencia corta y alrededor de los años 1020 fue abandonada. La migración islandesa a Norteamérica no se reanudaría hasta unos 800 años después.
Uno de los primeros ejemplos de emigración islandesa hacia Norteamérica ocurrió en 1855, cuando un pequeño grupo de islandeses se estableció en Spanish Fork en Utah, Estados Unidos. La migración islandesa hacia Estados Unidos y Canadá aumentó en los años 1870, con la mayoría de los inmigrantes estableciéndose inicialmente en la zona de los Grandes Lagos. La mayoría de los colonos buscaban escapar de la hambruna y la sobrepoblación de la propia Islandia. Hoy en día, hay algunos comunidades de descendientes de islandeses de considerable tamaño en Canadá y Estados Unidos. El pueblo de Gimli en Manitoba, Canadá es hogar de la mayor comunidad islandesa fuera de Islandia.

## Cultura

### Lenguaje y literatura

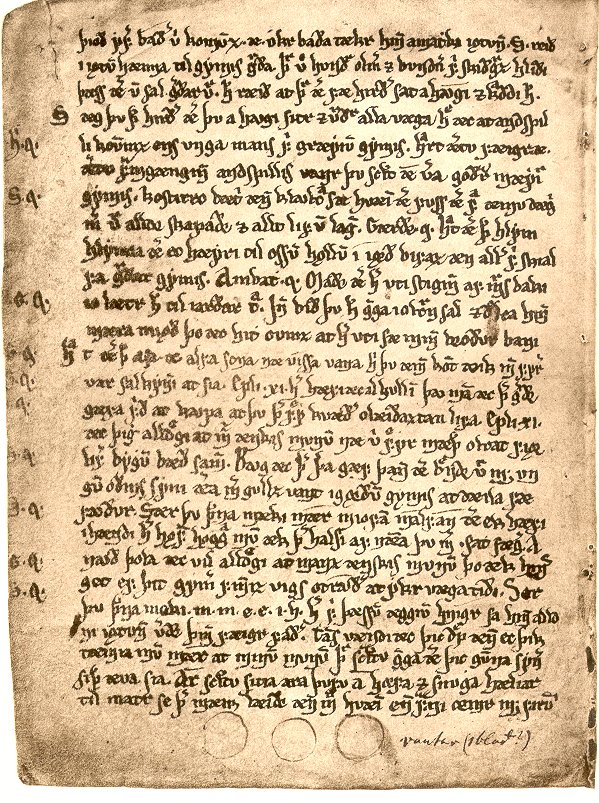
Un poema de la Edad Poética.

El islandés, una lengua germánica septentrional, es el idioma oficial de Islandia. El islandés tiene un gramática inflexional comparable con el latín, el griego antiguo, y más cercanamente con el nórdico antiguo y el inglés antiguo.
La literatura islandesa puede ser dividida en tres categorías: la Edda poética, la poesía escáldica y las sagas. La poesía édica son poemas heroicos y mitológicos. La poesía que elogia y realza a algún personaje es considerada poesía escáldica o poesía cortesana. Finalmente las sagas son versos en prosa que cubren con ficción hechos históricos reales. 
El islandés escrito ha cambiado poco desde el siglo XIII. A causa de esto, los islando-parlantes modernos pueden entender las sagas islandesas. Las sagas cuentan eventos que tomaron lugar en la Islandia de los siglos X y XI. Son consideradas las piezas mejor conocidas de la literatura islandesa.
La mayor o Edda poética, la menor o Edda prosaica y las sagas son las mayores piezas de la literatura islandesa. 

### Religión

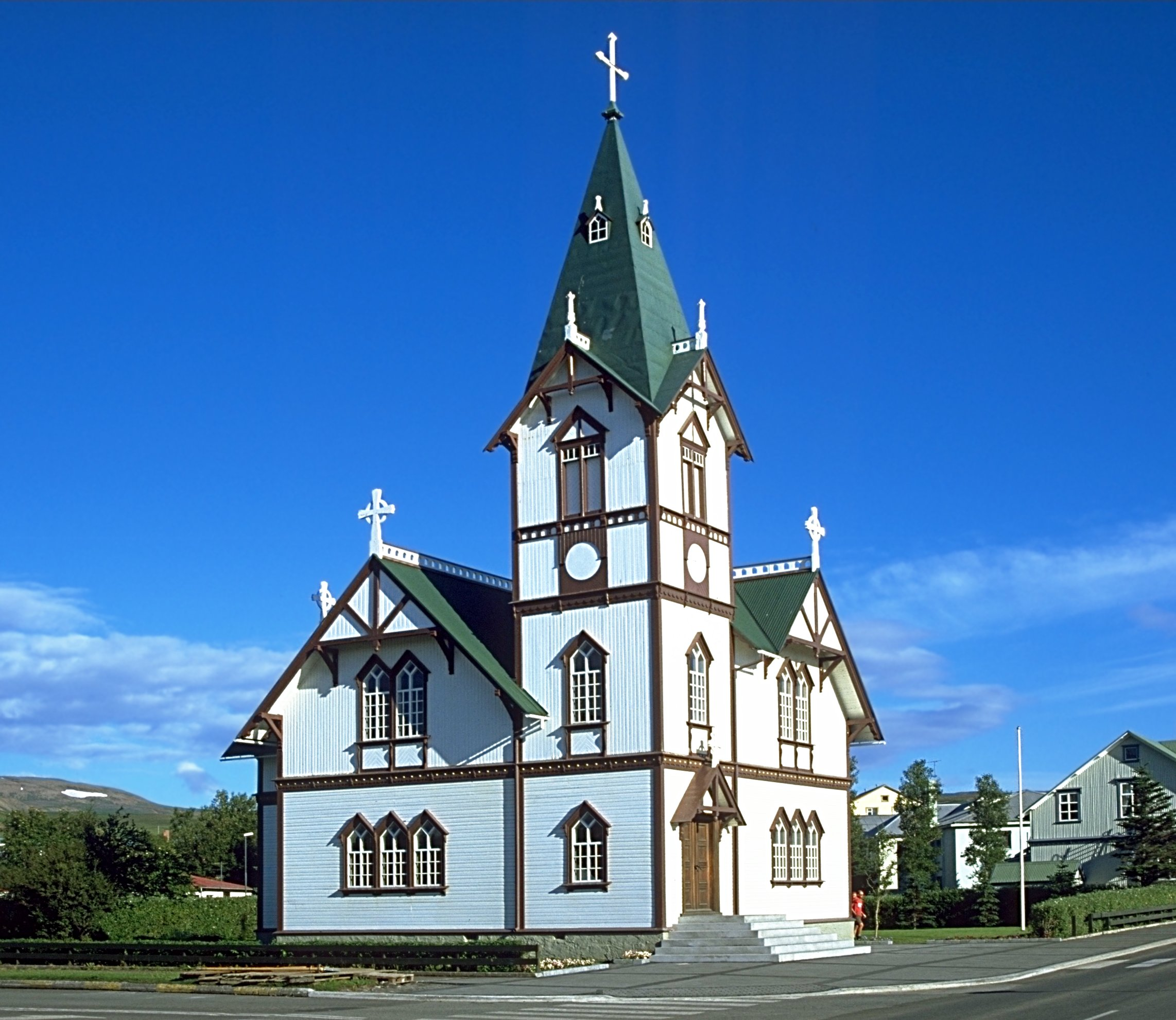
Iglesia en Húsavík, Islandia.

Islandia adoptó el cristianismo cerca del año 1000, en lo que es conocido como kristnitaka. Hoy en día, aunque secular en la práctica, es aún predominantemente cristiano, con el 84 % de la población luterana. Mientras que el primer cristianismo islandés era poco estricto en su práctica en comparación con el catolicismo y el pietismo, un movimiento religioso originado en Dinamarca en el siglo XVIII tuvo una notoria influencia en la isla.
Mientras que el catolicismo fue reemplazado por el protestantismo durante la Reforma, gran parte de otras religiones de todo el mundo son representadas actualmente en la isla: hay pequeñas comunidades protestantes y católicas, e incluso una naciente comunidad musulmana, compuesta tanto por inmigrantes como por adeptos locales. Quizá único en Islandia por su rápido crecimiento es el Ásatrúarfélagið, un resurgimiento legalmente reconocido de la religión nórdica precristiana de los colonos originales, también conocido como Ásatrú.

### Gastronomía

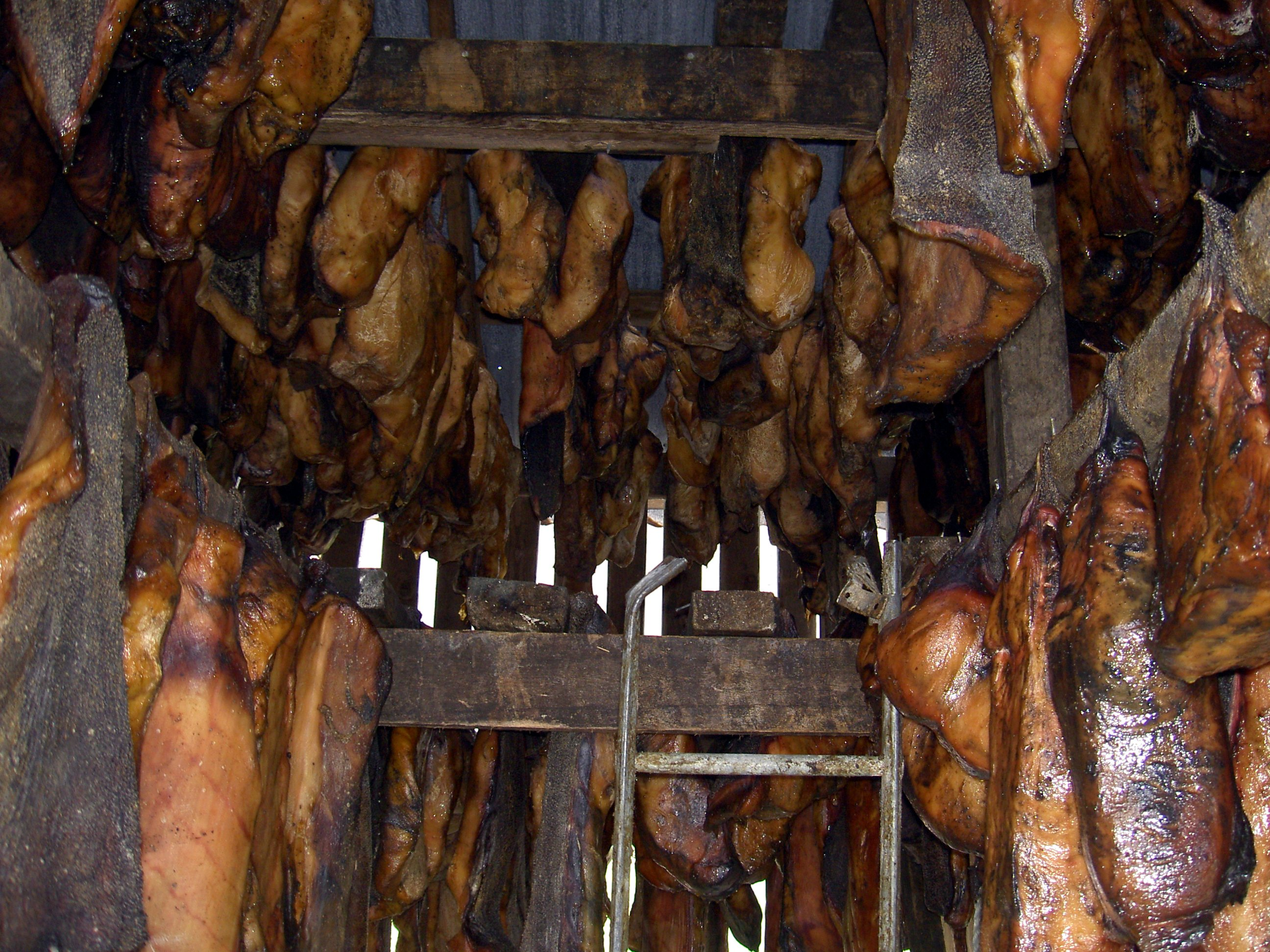
Hákarl, tiburón encurtido, uno de los platillos típicos islandeses.

La cocina islandesa consiste principalmente de platillos preparados a base de pescado, cordero y lácteos. El pescado fue la parte esencial de la dieta islandesa por mucho tiempo pero en tiempo recientes ha cedido ese lugar a carnes como las de cordero, puerco y aves de corral. El pescado de Islandia es considerado como uno de los de mejor calidad en el mundo, así como uno de los de mejor sabor.
Islandia cuenta con muchos platillos tradicionales, como por ejemplo el Þorramatur, que consiste en una selección de platos como cordero ahumado, cabezas chamuscadas de oveja, pescado curado, salmón ahumado y encurtido y tiburón curado. Anthony Bourdain, un reconocido chef además de anfitrión del programa de viajes No Reservations ha dicho que el tiburón fermentado de Islandia es la comida más desagradable que ha comido alguna vez. La aleta fermentada de tiburón es parte del Þorramatur.

### Interpretaciones artísticas

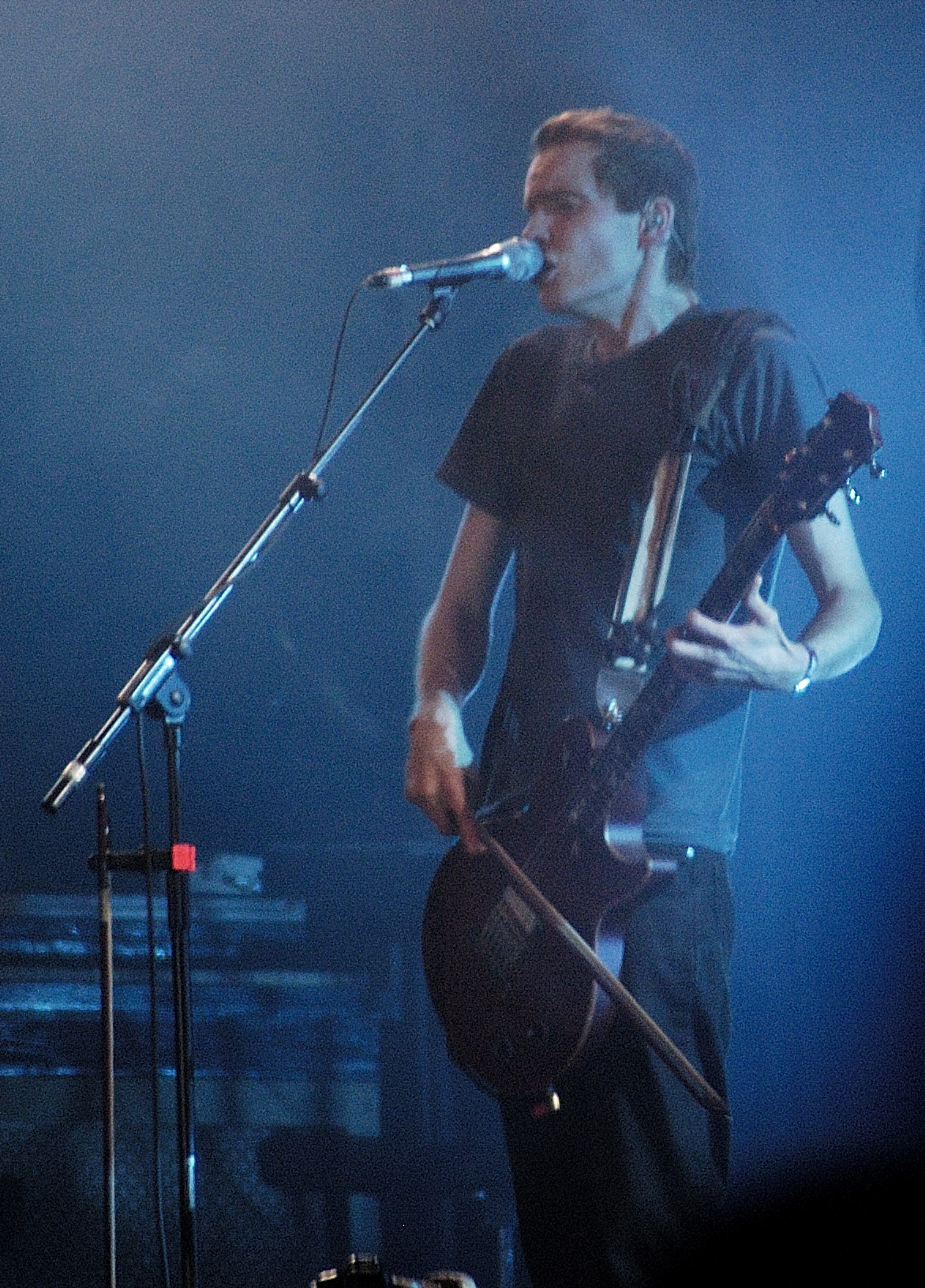
Sigur Rós es una de las bandas islandesas que han ganado mayor fama en todo el mundo interpretando principalmente en islandés.

La primera música indígena de Islandia es conocida como rímur, y conistía en relatos épicos de la era vikinga que eran muchas veces interpretados a capela. La cristiandad jugó un papel principal en el desarrollo de la música islandesa, con muchos himnos escritos en islandés. Hallgrímur Pétursson, un poeta y sacerdote, fue destacado por haber escrito muchos de estos himnos en el siglo XVII. El asilamiento relativo de la isla le aseguró a la música islandesa el mantener su tradicional sonido local. Fue solo hasta el siglo XIX que los órganos, frecuentes en la música religiosa europea, hicieron su primera aparición en Islandia.
Muchos cantantes, grupos y formas de música se han originado en Islandia. La mayor parte de la música islandesa contiene elementos tradicionales pop y folk. Algunos de los intérpretes y bandas islandesas que han tenido mayor éxito en tiempos recientes son  Björk, Sigur Rós, The Sugarcubes, Voces Thules, Silvía Night y Amiina.
El himno nacional de Islandia es llamado Lofsöngur, y fue escrito por Matthías Jochumsson con música de Sveinbjörn Sveinbjörnsson. La canción fue escrita en 1874, cuando se celebró el milésimo aniversario del primer asentamiento en la isla. Fue publicado originalmente con el nombre de Un Himno en Conmemoración de los Mil Años de Islandia.

## Deportes
El equipo nacional de fútbol de Islandia participará en el mundial de Rusia 2018 Copa del Mundo de la FIFA su mayor hecho histórico fue su presentación en la Eurocopa de 2016 derrotando en octavos de final a la Selección de fútbol de Inglaterra, La primera participación olímpica de Islandia fue en los Juegos Olímpicos de Estocolmo 1912, de cualquier modo no participaron de nuevo hasta los Juegos Olímpicos de Berlín 1936. La primera aparición islandesa en unos juegos olímpicos de invierno fue en los Juegos Olímpicos de Sankt-Moritz 1948. En 1956, Vilhjálmur Einarsson ganó una medalla olímpica de plata en triple salto.